# Józef Leśniewski (aktor)
Seweryn Józef Leśniewski, pierwotne nazwisko Nasberg (ur. 10 kwietnia 1884, zm. 31 grudnia 1945 w Skolimowie) – polski aktor i reżyser teatralny, dyrektor teatrów.

## Życiorys
Uczył się w Klasie Dramatycznej Warszawskiego Towarzystwa Muzycznego. Na scenie debiutował w 1903 roku w Łodzi. W latach 1904-1909 występował głównie w zespołach objazdowych: Warszawskiej Spółki Literacko-Artystycznej (1904), Józefa Puchniewskiego (1906), Czesława Wiśniewskiego i Juliana Myszkowskiego (1906) i Kazimierza Kamińskiego (1908). W tym okresie był również członkiem zespołów: Teatru Miejskiego w Krakowie (1905) oraz Teatru Małego w Warszawie (1908).
W 1909 roku występował w kabarecie Momus jako parodysta i imitator. W kolejnych latach grał w Sosnowcu (1910), w zespołach: Marii Przybyłko-Potockiej (1910, 1915) oraz Michaliny Łaskiej (1911), w Teatrze Nowości w Krakowie (1911), w Łodzi (1912-1913) oraz w Warszawie w teatrach: Artystycznym (1915), Współczesnym, gdzie był reżyserem i kierownikiem zrzeszenia (1915-1916), Miraż, Chochoł (1916) oraz Powszechnym (1918-1919), w którym także reżyserował. W sezonie 1919/1920 występował w Teatrze Polskim w Łodzi, a w latach 1920-1921 kierował objazdowym Teatrem Ministerstwa Spraw Wojskowych. 
W następnych latach często zmieniał miejsca pracy. Występował i reżyserował w Teatrze Polskim w Wilnie (1921-1922, 1924-1925), Teatrze Praskim w Warszawie (1922) oraz Teatrze Polskim w Katowicach (1922-1924, 1925-1927), był kierownikiem artystycznym w Teatrze Miejskim w Toruniu (1927-1928) oraz aktorem i reżyserem w Teatrze Miejskim w Lublinie (1929-1930). W 1930 roku występował z zespołem Karola Adwentowicza w Warszawie, a następnie był aktorem i reżyserem w Teatrach Miejskich w Łodzi (1934-1936), Teatrze Kameralnym w Warszawie (1937) oraz Teatrze Miejskim w Sosnowcu (1937-1938). Ostatnie lata życia spędził w Schronisku Artystów Weteranów Scen Polskich w Skolimowie, gdzie zmarł.
Był żonaty z aktorką Ireną Leśniewską (1886-1930).